# 佐久平車站
佐久平車站（日语：／ Sakudaira eki */?）是位於日本長野縣佐久市，由東日本旅客鐵道（JR東日本）所經營的鐵路車站。本站是JR東日本所屬的北陸新幹線與地方交通線小海線的交會車站，站名源自於所在地佐久盆地過去的舊名「佐久平」。

## 車站
與大部分新幹線、在來線共用車站大都採新幹線高架、在來線平面的月台配置方式相反，本站是新幹線月台位於地面、小海線所使用的在來線月台反採高架的設計，對新幹線與在來線交會的車站而言是罕見的設計。由於北陸新幹線（當時仍稱為「長野新幹線」）在規劃時並沒有預定要在和小海線交會的位置設置轉車站，但因所在地的地方自治體（地方政府）願意自行籌措負擔設站經費，而在路線已規劃完成之後才追加設置所謂的「請願車站」。而因進行車站改建時北陸新幹線的路線早已定案，受限於該站前後都有隧道等硬體設施的限制，如果新幹線採高架月台設計則車站與隧道之間的路線縱坡度會過陡而影響行車效率，因此取而代之將原本設置在地面的小海線月台改建成高架月台，以達到路線立體交叉化的目的。
站內的北陸新幹線站區配置有一對對向式月台、兩條乘車線，由於沒有設置待避線為了避免列車高速通過時造成安全顧慮，因此配置有半高式月台門。至於小海線站區則僅配置一座側式月台一條乘車線，列車無法在該站內進行會車。

### 月台配置
| 月台       | 路線                   | 方向 | 目的地               |
| ---------- | ---------------------- | ---- | -------------------- |
| 新幹線月台 |                        |      |                      |
| 1          | 北陸新幹線（途經長野） | 上行 | 高崎、大宮、東京方向 |
| 2          | 北陸新幹線（途經長野） | 下行 | 長野、富山、金澤方向 |
| 在來線月台 |                        |      |                      |
| 小海線月台 | ■小海線                | 上行 | 小海、小淵澤方 向    |
| 小海線月台 | ■小海線                | 下行 | 小諸方向             |

## 圖片集

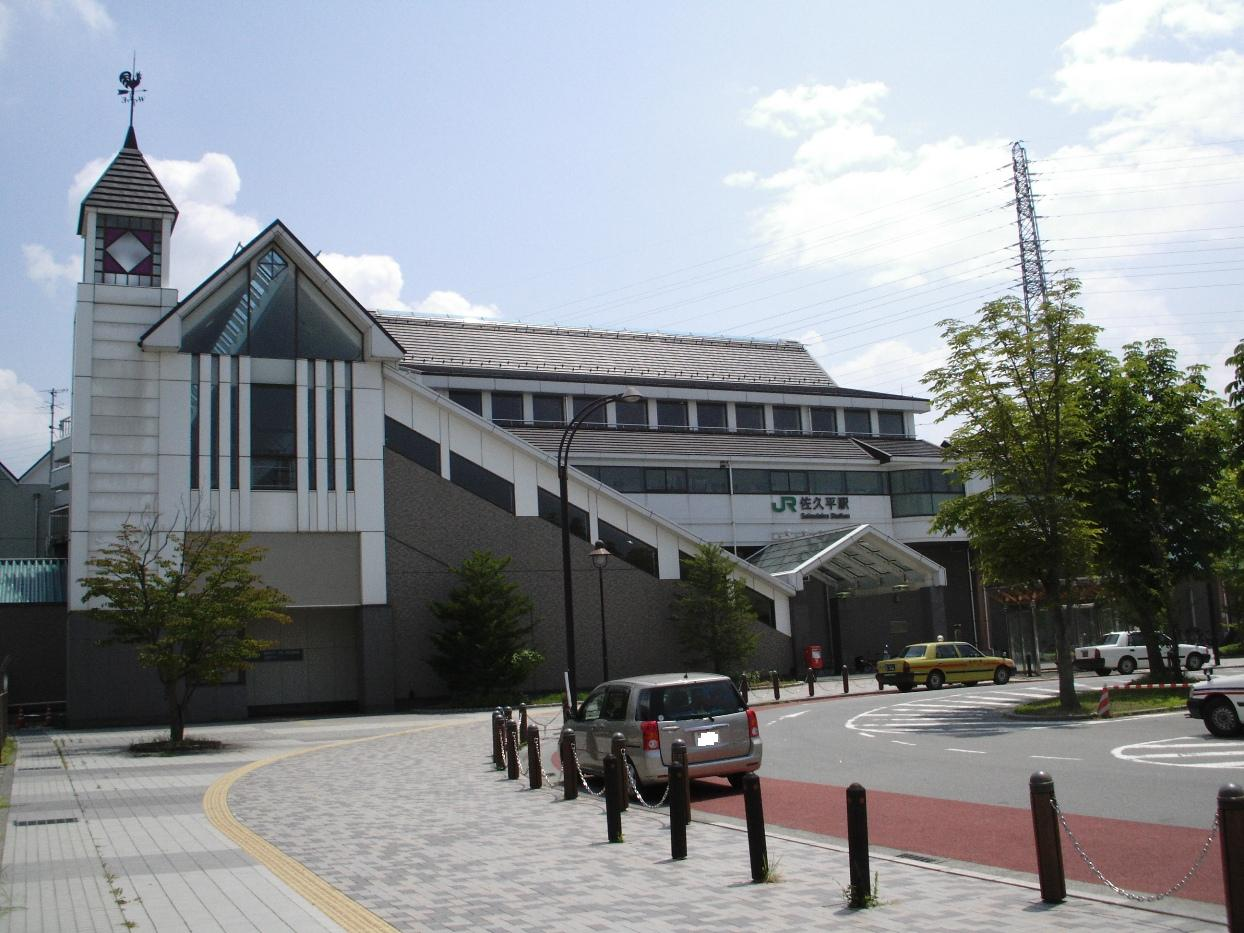
淺間出入口與站前圓環（2007年7月）
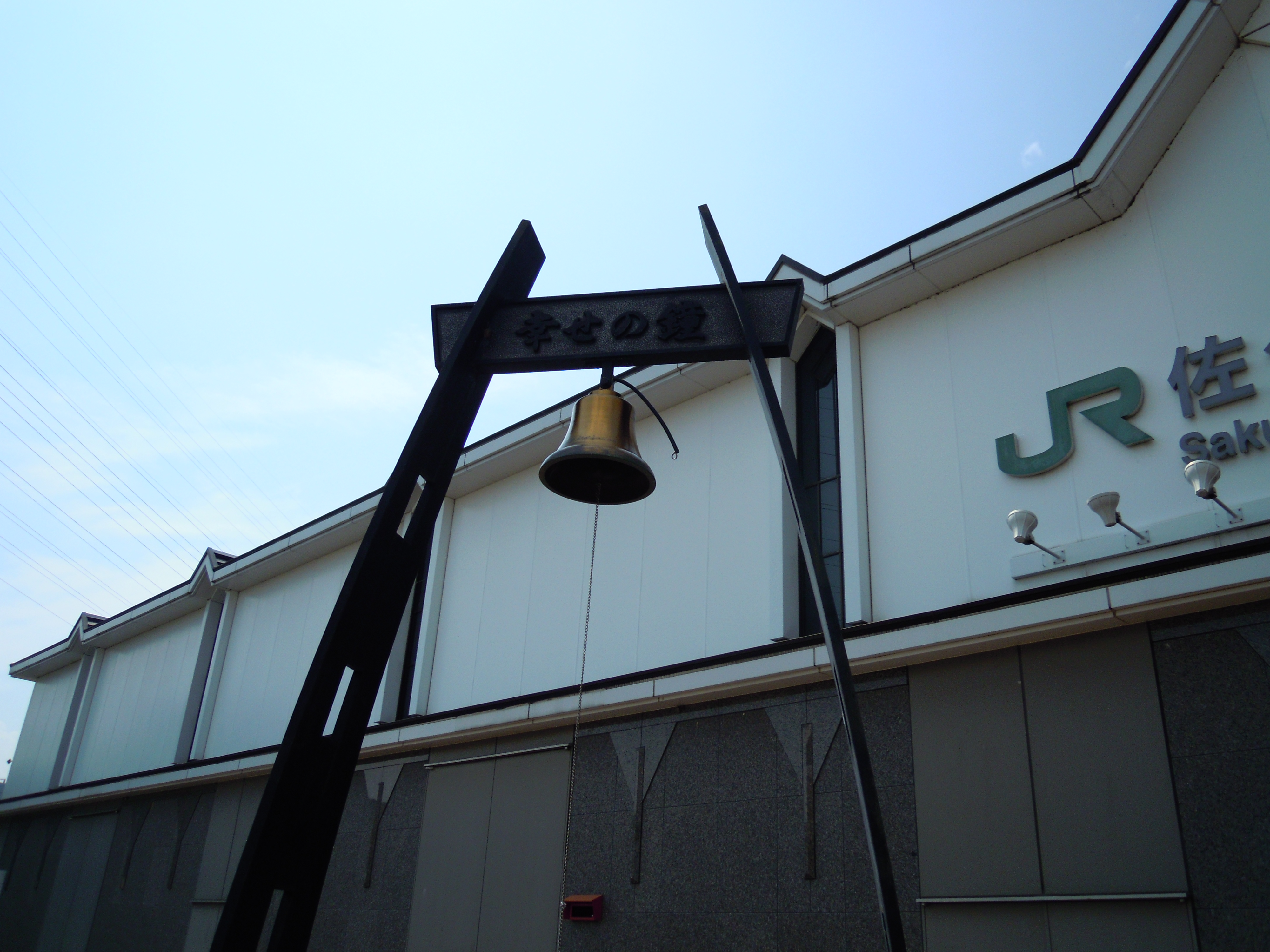
蓼科口外的幸福鐘（幸せの鐘）
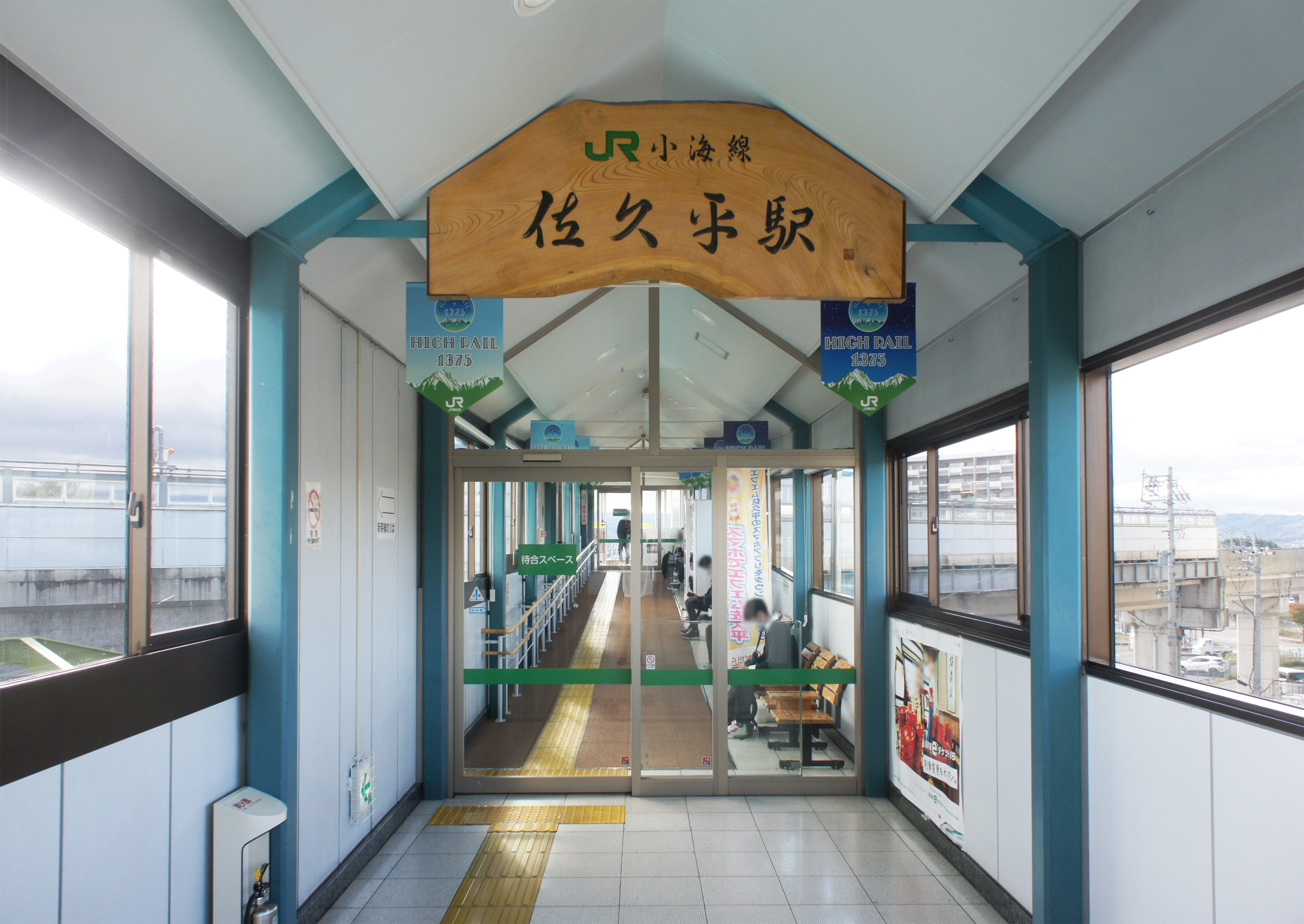
往小海線的月台入口（2021年10月）
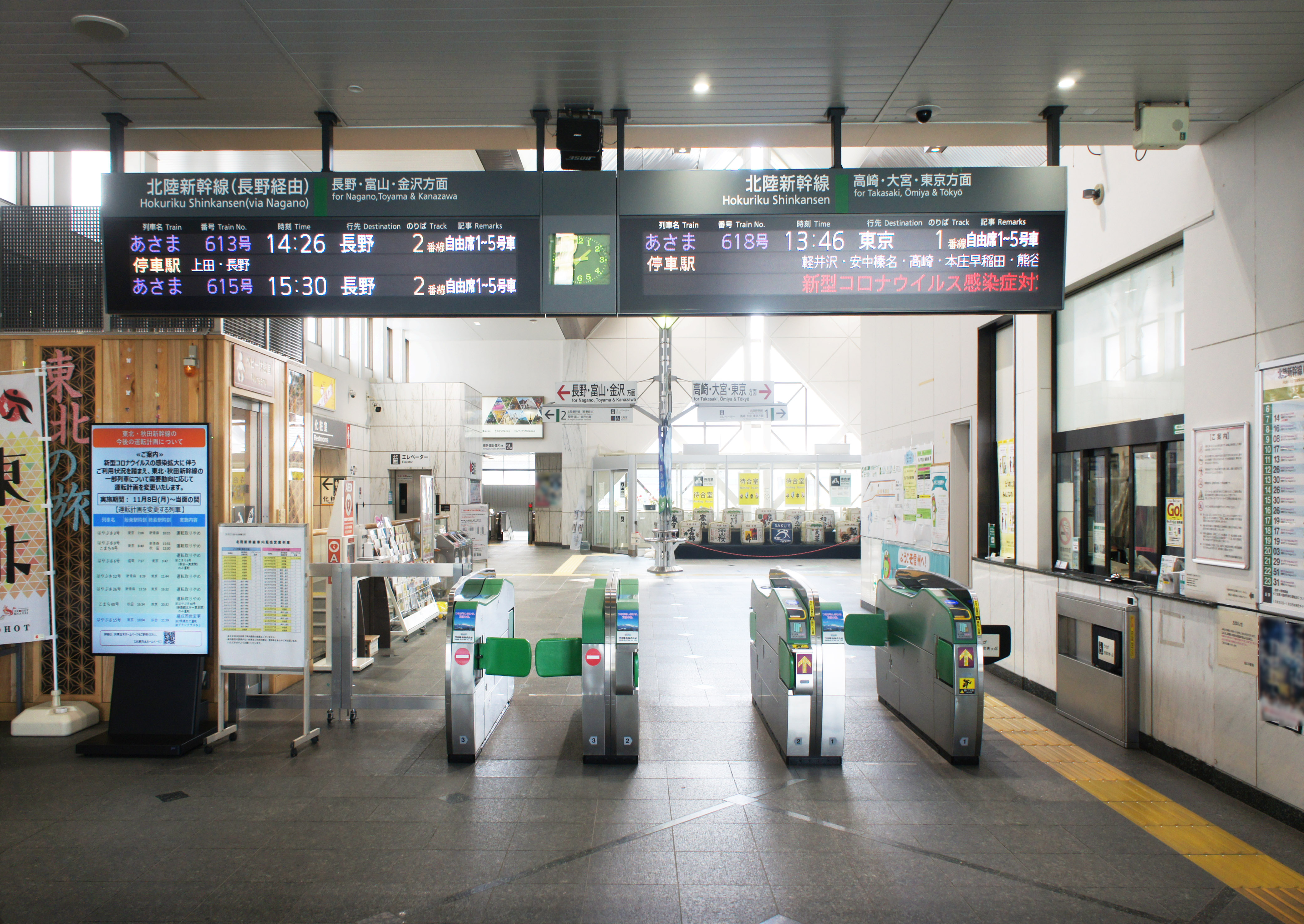
北陸新幹線驗票閘口（2021年10月）
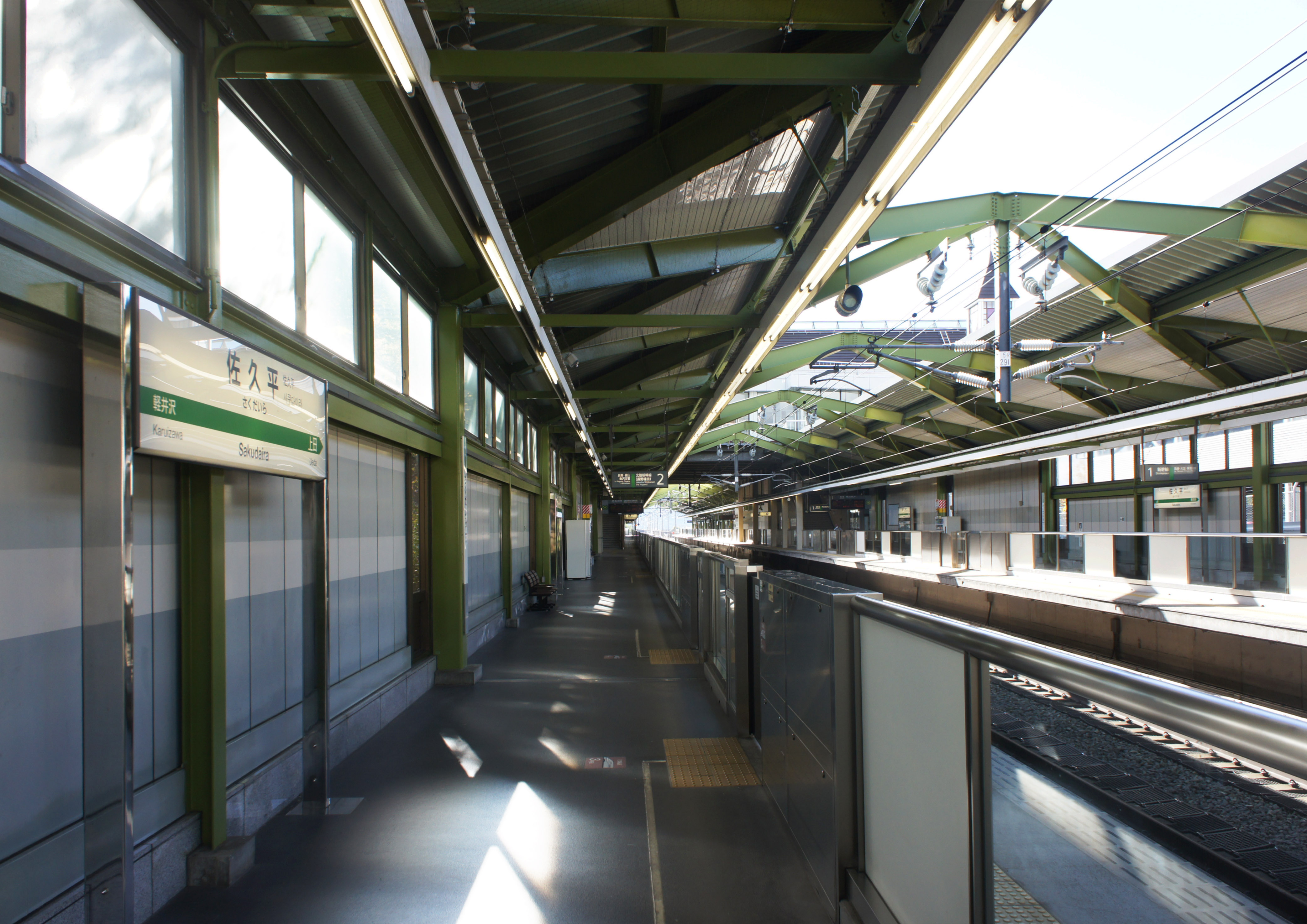
北陸新幹線月台（2021年10月）
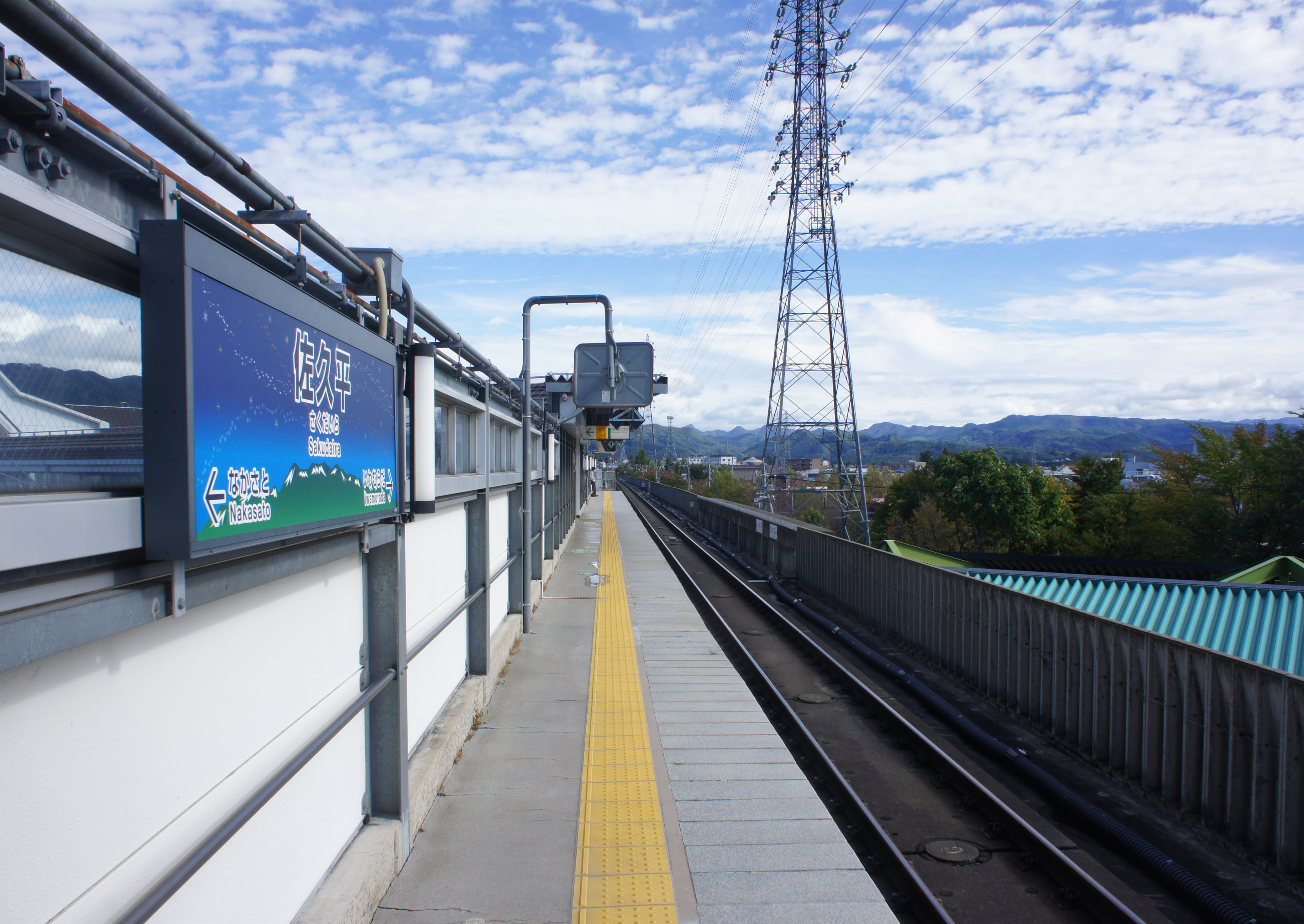
小海線月台（2021年10月）

## 相鄰車站
東日本旅客鐵道
北陸新幹線
輕井澤－佐久平－上田
■小海線
岩村田－佐久平－中佐都

## 外部連結
- （日語）佐久平車站（JR東日本）（页面存档备份，存于）

36°16′40″N 138°27′51″E / 36.27778°N 138.46417°E